# Екатерина Венгерская (1370—1378)
Екатерина Венгерская (Каталина или Катаржина, венг. Katalin, пол. Katarzyna; июль 1370, Венгрия — май 1378, Венгрия) — старший ребёнок и предполагаемая наследница венгерского и польского короля Людовика I Великого на протяжении всей своей жизни. Её матерью была Елизавета Боснийская, дочь бана Боснии Степана Котроманича.

## Предполагаемая наследница
Екатерина была долгожданным ребёнком, поскольку у её родителей, короля Людовика I и Елизаветы Боснийской не было детей первые 17 лет брака. После рождения она стала предполагаемой наследницей Короны святого Иштвана и оставалась ею всю свою жизнь.
Будучи старшей дочерью короля Венгрии и Польши, у которой не было сыновей, Екатерина была очень желанной невестой. Когда принцессе было всего четыре года, её обручили с Людовиком, младшим сыном короля Франции Карла V и будущего герцога Орлеанского. Их брак должен был связать воедино две ветви королевского дома Франции. Её отец пошёл на ряд уступок польским дворянам в обмен на признание Екатерины (или одной из её сестер) королевой Польши после его смерти. Это соглашение вошло в историю как «Кошицкий привилей».
Таким образом, Екатерина должна была править и Венгрией, и Польшей. Её отец также планировал передать ей свои права на Неаполитанскую корону и графство Прованс, которыми в то время правила его болезненная и бездетная двоюродная сестра Джованна I. По достижении брачного возраста она должна была выйти замуж за Людовика, причём её супруг сохранил бы права на Неаполь, даже если бы брак был бездетным или Екатерина умерла бы раньше его, а Прованс стал бы наследственной вотчиной дома Валуа. Король Франции попросил отца Екатерины признать дочь предполагаемой наследницей короны Венгрии; хотя Прованс был важен для Карла, укрепление ветви Валуа на венгерском троне также было значительным, поскольку шансов у Екатерины стать королевой Неаполя не было.
Екатерина умерла в возрасте семи лет, раньше отца и Джованны. Младшая сестра Екатерины, Ядвига, со временем стала королевой Польши. Другая её сестра, Мария, стала предполагаемой наследницей и в конечном итоге королевой Венгрии.